# Jennifer Moresco
Jennifer Moresco est une footballeuse française née le 29 novembre 1987 à L'Haÿ-les-Roses (France). Elle évolue au poste de milieu de terrain offensif.
Elle a joué en équipe de France des moins de 17 ans et des moins de 19 ans.

## Carrière
- CNFE Clairefontaine
- 2006-2008 : Juvisy FCF
- 2008-2011 : FF Nîmes Métropole Gard
- 2011-2012 : Juvisy FCF
- 2013-2015 : FCF Val d'Orge

## Palmarès
- Vice-championne d'Europe en 2005 avec l'équipe de France U-19[1]